# اللاسلطوية في بنغلاديش
تعود جذور اللاسلطوية في بنغلاديش إلى أفكار النهضة البنغالية وبدأت بالتأثير بصفتها جزءًا من الحركة الثورية لاستقلال الهند في البنغال. بعد سلسلة من الهزائم للحركة الثورية وظهور أفكار اشتراكية الدولة داخل اليسار البنغالي، دخلت اللاسلطوية فترة مغفرة. استمر هذا حتى التسعينيات، عندما بدأت اللاسلطوية بالظهور مرة أخرى بعد انقسام الحزب الشيوعي في بنغلاديش، ما أدى إلى صعود اللاسلطوية النقابية بين الحركة العمالية البنغلاديشية.
كانت البنغال بلا دولة إلى حد كبير حتى القرن السادس قبل الميلاد، عندما أفسحت الفترة الفيدية المتأخرة الطريق لحكم ماهاجاناباداس، مع وصول مملكة فانجا للحكم على منطقة غانغاريداي. حُكم البنغال فيما بعد من قبل سلسلة من الإمبراطوريات الهندوسية والبوذية قبل فتوحات محمد بن بختيار خالجي التي أدخلت الإسلام في نهاية المطاف إلى المنطقة. في القرن الرابع عشر، أسِست سلطنة البنغال كقوة مستقلة، ولكنها غُزيت لاحقًا من قبل الإمبراطورية المغولية، التي أسست شوية البنغال مكان السلطنة. بحلول القرن الثامن عشر، بدأت البنغال باستعادة استقلالها في ظل النواب ودخلت لاحقًا في ثورة صناعية. ولكن سرعان ما أصبحت المنطقة مركزًا للقوى الاستعمارية الأوروبية، إذ ضمت شركة الهند الشرقية البريطانية البنغال في النهاية إلى الإمبراطورية البريطانية، ما جعلها تحت حكم رئاسة البنغال.

## النهضة البنغالية
في أوائل القرن التاسع عشر، بدأ عصر النهضة البنغالي بالانتشار في جميع أنحاء المجتمع البنغالي، بدءًا من إنشاء دائرة مناقشة أتيميا سابها في كولكاتا بواسطة رام موهان روي. روجت المجموعة للتفكير الحر وناضلت من أجل إصلاحات اجتماعية مثل إلغاء الستي وتعدد الزوجات وزواج الأطفال والنظام الطبقي، ما وضع الأساس للحركة النسوية المبكرة. في عام 1828، أسس رام موهان روي ودبندراناث طاغور حركة براهمو ساماج الدينية، والتي كانت تهدف في البداية إلى إصلاح الهندوسية، لكنها انفصلت فيما بعد عن العقيدة الهندوسية تمامًا.
مضى ابن دبندراناث، رابندرانات طاغور، ليصبح من أبرز الشخصيات في عصر النهضة، إذ أعاد تشكيل الأدب والموسيقى البنغاليين. شجب حكم الراج البريطاني ودافع عن استقلال البنغال عن الإمبراطورية، موضحًا فلسفة إنسانية وعالمية ودولية. كتب طاغور، وهو مناهض قوي للقومية، في مقالته عن القومية:
انظر إلى أولئك الذين يسمون أنفسهم أناركيين، الذين يستاءون من فرض السلطة، بأي شكل من الأشكال، على الفرد.  السبب الوحيد لذلك هو أن القوة أصبحت مجردة للغاية - إنها نتاج علمي صنع في المختبر السياسي للأمة، من خلال تفكك الإنسانية الشخصية.

### الحركة الثورية البنغالية
في عام 1905، نُفذ أول تقسيم للبنغال من قبل الراج البريطاني، وفُصلت البنغال الشرقية ذات الأغلبية المسلمة عن ولاية البنغال الغربية ذات الأغلبية الهندوسية، في ما وصف بأنه سياسة «فرق تسد». أدى هذا القرار إلى الظهور السريع لأول حركة ثورية من أجل استقلال الهند في البنغال. بقيادة أوروبيندو جوس وبراماثاناث ميترا وبيبين شاندرا بال، أسست جمعيات سرية مثل أنوشيلان ساميتي وجوغانتار على جانبي الحدود الجديدة، بهدف تدريب البنغاليين على الدفاع عن النفس، بهدف نهائي هو تحقيق الاستقلال عن الإمبراطورية البريطانية. كان دكا أنوشيلان ساميتي بقيادة بولين بيهاري داس متطرفًا بشكل خاص، ويدافع عن الإرهاب السياسي. بدأت هذه الجمعيات في جمع الأسلحة والمتفجرات، وإرسال بعض كبار الأعضاء إلى الخارج للتدريب السياسي والعسكري. انتقل هيميشانغدرا كانونغو إلى فرنسا في عام 1906، للتواصل مع الثوار الأوروبيين وتلقي التعليم في الكيمياء. بعد لقائه مع ألبرت ليبرتاد وإيما غولدمان، تعرّف كانونغو على الأناركي الروسي نيكولاس سافرانسكي، الذي درب الثوري البنغالي على صناعة المتفجرات. عند عودته إلى البنغال، أنشأ مدرسة ومصنعًا للمتفجرات في كلكتا.